# RONDO ROBE
RONDO ROBE（ロンド・ローブ）は、NBCユニバーサル・エンターテイメントジャパン（旧社名：ジェネオン・ユニバーサルエンターテイメントジャパン）のかつて存在したアニメ系レーベル。以下、特筆無き場合は基本的に旧・ジェネオン時代の記述である。

## 概要
2002年、ジェネオン エンタテインメント（ジェネオン・ユニバーサルの旧社名）の前身であるパイオニアLDCが、当時アニメ制作に進出してから10周年を迎えた事を記念し制定された。合併直前まではジェネオン制作本部第2制作部が業務を担当していた。
ジェネオン・ユニバーサル時代以降は、ユニバーサルのトレードマークである「地球儀マーク」の使用率が高くなっており、ロンド・ローブのトレードマークである「女神マーク」の使用はオフィシャルサイトなどで限定的に使用されるのみとなっている。
旧パイオニアLDC時代からTVCMなどアニメ作品や、アニメ関連のアーティストのプロモーションにおいてレーベル名を宣伝している。ただしあくまで『レーベル』としての名称であり、制作部門としての呼称ではない。そのため、キングレコードのスターチャイルド等と同様に、作品にクレジットされる事は無い。
2005年 - 2007年にかけて毎年初夏頃に、同社主催のイベント「RONDO ROBE 200x」（西暦年が入る）を開催していた。通称、RONDO ROBEイベント。同社アニメ部門の川瀬浩平プロデューサー（当時）らの悪ノリぶりが前面に出た企画のオンパレードのイベントとして評判を集めた。
2015年からは一部の作品を除き使われておらず、事実上のレーベル廃止となっている。

## 作品リスト
他の大手レーベル同様、近年では音源制作を他社とで分担する例も多く、同社の場合、近年ではMellowHead（ランティス、現在は同社の2レーベルに実質分割）やコナミデジタルエンタテインメント、2011年度以降はワーナー エンターテイメント ジャパン ワーナー・ホーム・ビデオ&デジタルディストリビューションとの提携が多い。
なお下記の作品リストには、出資しておらず販売のみを請け負っている作品も含まれる。
※の音源は他社制作作品である。

### あ行
- あぃまぃみぃ!ストロベリー・エッグ ※ビクターエンタテインメント
- 藍より青し
- 葦プロロボットアニメ二部作
  - 超獣機神ダンクーガ ※CBS/SONY
  - 宇宙戦士バルディオス ※キングレコード
- 明日のよいち! ※Mellow Head
- アニマル横町
- あの夏で待ってる
- あまつき ※フロンティアワークス
- AMNESIA
- アラド戦記〜スラップアップパーティ〜 ※5pb.
- アリソンとリリア
- 苺ましまろ
- イナズマイレブンシリーズ ※アップフロントワークス
  - 劇場版 イナズマイレブンGO vs ダンボール戦機W（ダンボール戦機WはTV版は小学館・メディアファクトリー制作。）
- 今、そこにいる僕 ※ビクターエンタテインメント
- Wind -a breath of heart-（OVA版はケイエスエスが製作し、後にSoftgarageに諸権利を譲渡）
- うたわれるものOVA ※フロンティアワークス（TV版はVAPの製作）
- うみねこのなく頃に ※フロンティアワークス
- ef - a tale of memories./ef - a tale of melodies.
- L/R -Licensed by Royal- ※ビクターエンタテインメント
- Ergo Proxy
- エレメンタル ジェレイド ※ビクターエンタテインメント
- 大江戸ロケット ※主題歌はソニーミュージックエンタテインメント制作
- OH!スーパーミルクチャン
- おとぎ銃士 赤ずきん ※コナミデジタルエンタテインメントおよびキングレコード
- おもいっきり科学アドベンチャー そーなんだ! ※主題歌はソニーミュージックエンタテインメント制作

### か行
- 会長はメイド様!
- 学園ヘヴン ※フロンティアワークス
- 学園黙示録 HIGHSCHOOL OF THE DEAD
- 課長王子
- 神のみぞ知るセカイ
  - 神のみぞ知るセカイII
  - 神のみぞ知るセカイ 女神篇
- 仮面のメイドガイ
- 神無月の巫女 ※MellowHead
- ガンパレード・マーチ 〜新たなる行軍歌〜（原作の続編『ガンパレード・オーケストラ』はバンダイビジュアル（映像制作）・ランティス（音楽制作）がそれぞれ担当）
- 君とナイショの…今日から彼氏 ※ GREE（モバイルゲーム）
- キャシャーン Sins ※主題歌はユニバーサルミュージックとドリーミュージックの制作
- キャラディのジョークな毎日
- きらりん☆レボリューション ※アップフロントワークス
- 京四郎と永遠の空 ※MellowHead
- 吟遊黙示録マイネリーベ ※主題歌はキングレコード/スターチャイルドの制作
  - 吟遊黙示録マイネリーベwieder ※マーベラスエンターテイメント
- グリザイアの果実
- クロスゲーム ※ワーナーミュージック・ジャパン
- GetBackers-奪還屋- ※主題歌（後半OP）はユニバーサルミュージック、EDはコロムビアミュージックエンタテインメントの制作
- ケメコデラックス!
- 劇場版CLANNAD ※フロンティアワークス（京都アニメーション版はポニーキャニオンが制作）
- ケンコー全裸系水泳部 ウミショー ※5pb.
- 恋風 ※Lantis
- 極上!!めちゃモテ委員長 ※主題歌はTNX（ポニーキャニオン）が制作
- ゴクドーくん漫遊記 ※主題歌はHEAT WAVE[1]とポリドールの制作
- ご注文はうさぎですか?
- この醜くも美しい世界
- こはるびより
- こみっくパーティーRevolution ※フロンティアワークス
- これが私の御主人様

### さ行
- 彩雲国物語
- 最遊記RELOAD GUNLOCK ※Being group
- シグルイ
- serial experiments lain
- 灼眼のシャナ
  - 灼眼のシャナII（Second）
  - 灼眼のシャナIII-FINAL- ※ワーナー・ホーム・ビデオ
- 十二国記 （Blu-ray BOX・DVD BOXのみ）※ビクターエンタテインメント
- 少年陰陽師 ※フロンティアワークス
- 女子高生 GIRL'S-HIGH ※MellowHead
- 神撃のバハムート GENESIS
- 真月譚 月姫
- 新白雪姫伝説プリーティア
- 神秘の世界エルハザード
- 心霊探偵 八雲 ※フロンティアワークス（販売委託のみ、主題歌はflying DOGの制作）
- switch ※フロンティアワークス
- スーパードール★リカちゃん ※日本コロムビア → NECインターチャネル
- スカイガールズ ※コナミデジタルエンタテインメント、ムービックとの共同製作。音楽制作・発売元はコナミデジタルエンタテインメント（尚、エンディングテーマとキャラクターソングは、ソニー・ミュージックディストリビューションが販売委託）
- スカルマン ※フジパシフィック音楽出版と共同制作、主題歌はユニバーサルJが制作
- スターシップ・オペレーターズ
- Starry☆Sky ※フロンティアワークス（販売委託のみ）
- STRANGE DAWN
- 精霊の守り人
- セイントオクトーバー ※発売元はコナミデジタルエンタテインメント（尚、エンディングテーマが収録されている福井裕佳梨・小林ゆう両名のアルバムのみソニー・ミュージックディストリビューションが販売委託）
- 絶対可憐チルドレン
  - THE UNLIMITED 兵部京介
- 絶対防衛レヴィアタン ※ユニバーサルミュージック
- The Soul Taker 〜魂狩〜 ※ビクターエンタテインメント
- Soul Link ※MellowHead
- そふてにっ ※MellowHead

### た行
- DAISUKE!（オリジナルコンテンツ[ドラマCD]）
- 大魔法峠
- 太陽の船 ソルビアンカ
- だから僕は、Hができない。 ※MellowHead
- 戦う司書 The Book of Bantorra ※MellowHead
- ダンガンロンパ 希望の学園と絶望の高校生 The Animation
- チーズスイートホーム
- ちっちゃな雪使いシュガー
- ちび☆デビ![2]
- ちょびっツ ※ビクターエンタテインメント
- 月は東に日は西に 〜Operation Sanctuary〜 ※フロンティアワークス
- テイルズ オブ シンフォニア ※フロンティアワークス
- テイルズ オブ ファンタジア ※フロンティアワークス
- TEXHNOLYZE
- デジガールPOP!
- 天地無用! ※但し劇場版第二作まで
- とある魔術の禁書目録
  - とある科学の超電磁砲
  - とある魔術の禁書目録II
  - とある科学の超電磁砲S ※ワーナー・ホーム・ビデオ
- とある飛空士への恋歌[3]
- 倒凶十将伝 ※フロンティアワークス
- 東京レイヴンズ
- ToHeart - Remember my memories - ※フロンティアワークス
- ToHeart2 ※ランティス（音楽協力・フロンティアワークス）
  - ToHeart2ad
- To LOVEる -とらぶる-
  - もっとToLOVEる ※主題歌（ED）はミュージックレインの制作
  - To LOVEる-とらぶる-ダークネス ※ワーナー・ホーム・ビデオ

### な行
- ナースウィッチ小麦ちゃんマジカルて
- ナイトウィザード The ANIMATION ※5pb.
- 凪のあすから
- 菜々子解体診書
- ななついろ★ドロップス
- 隠の王
- NieA 7
- 西の善き魔女 Astraea Testament ※MellowHead
- 二十面相の娘 ※主題歌（OP）はビクターエンタテインメント、EDはLantisの制作
- 乃木坂春香の秘密
  - 乃木坂春香の秘密 ぴゅあれっつあ♪
  - 乃木坂春香の秘密 ふぃな〜れ♪

### は行
- BURN-UP SCRAMBLE ※NECインターチャネル
- 灰羽連盟
- PERFECT BLUE（Blu-ray Discのみ）※ポニーキャニオン
- ハイスクール!奇面組 ※キャニオン・レコード（後のポニーキャニオン）
- 薄桜鬼 ※ティームエンタテインメント/クロスフューチャーレーベル
  - 薄桜鬼 碧血録 ※ティームエンタテインメント/クロスフューチャーレーベル
  - 薄桜鬼 雪華録 ※ティームエンタテインメント/クロスフューチャーレーベル
  - 薄桜鬼 黎明録
  - 劇場版 薄桜鬼 第一章 京都乱舞
- バクマン。 ※ワーナーミュージック・ジャパン（サウンドトラックはMellow Headの制作）
- パタリロ西遊記!
- 初恋限定。 ※OPはGlory Heaven、EDはMellow Headの制作
- 幕末Rock ※マーベラス
- 破天荒遊戯 ※フロンティアワークス
- バトルアスリーテス大運動会
- 花右京メイド隊 ※TV版第一作（WOWOW版アニコン枠）はポニーキャニオンが制作
- ハヤテのごとく!
- BALDR FORCE EXE RESOLUTION
- HAND MAID メイ ※ビクターエンタテインメント
- パンプキン・シザーズ
- PIANO ※マリン・エンタテインメント
- PEACE MAKER鐵 ※フロンティアワークス（主題歌はポニーキャニオンの制作）
- ひぐらしのなく頃に ※フロンティアワークス
- ひめチェン!おとぎちっくアイドル リルぷりっ
- BUS GAMER ※フロンティアワークス
- Fate/stay night ※原作版はフロンティアワークスの制作（「Fate/Zero」および原作版のアニメアドベンチャーゲームの音楽制作はアニプレックスの製作。スピンオフ作品「Fate/kaleid liner プリズマ☆イリヤ」は角川書店・クロックワークスが制作）
- 武装錬金
- ぷちぷり*ユーシィ
- プリキュアシリーズ（CDのみ）※マーベラスエンターテイメント
- BROTHERS CONFLICT
- ブラック・ブレット
- BLACK LAGOON
- HELLSING
- BOYS BE… ※キングレコード
- 撲殺天使ドクロちゃん

### ま行
- 魔界戦記ディスガイア
- まじかるカナン ※ランティス（アニメ版はフロンティアワークスの制作）
- 魔法少女プリティサミー
- 魔法遣いに大切なこと
- まほろまてぃっく
- 迷い猫オーバーラン
- マリア様がみてる ※TV版第一作はフロンティアワークスの制作
- ムダヅモ無き改革
- 無敵看板娘
- メイプルストーリー ※主題歌（OP）はエピックレコードジャパンの制作

### や行
- やはり俺の青春ラブコメはまちがっている。
- ゆゆ式 ※エグジットチューンズ
- よくわかる現代魔法 ※Mellow Head
- よつのは
- ヨルムンガンド

### ら行
- RIDEBACK
- あかほり外道アワーらぶげ ※Mellow Head
- れでぃ×ばと! ※Mellow Head

### わ行
- ワールド・デストラクション 〜世界撲滅の六人〜 ※主題歌（OP）はavex entertainmentの制作
- 湾岸ミッドナイト ※avex mode/avex entertainment、レンタル版は東映ビデオから販売（実写版「湾岸ミッドナイト THE MOVIE」は旧ジェネオン・ユニバーサル・エンターテイメント制作・配給だが、RONDO ROBE関与の対象外で主題歌はavex entertainmentの制作）